# Paradoxophyla tiarano
Paradoxophyla tiarano är en groddjursart som beskrevs av Andreone, Aprea, Odierna och Miguel Vences 2006. Paradoxophyla tiarano ingår i släktet Paradoxophyla och familjen Microhylidae. IUCN kategoriserar arten globalt som otillräckligt studerad. Inga underarter finns listade i Catalogue of Life.